# 오하타 아유무
오하타 아유무(일본어: 大畑 歩夢, 2001년 4월 27일~)는 일본의 축구 선수이다.

## 구단 경력
2020년 J1리그의 사간 도스에 입단하였다. 2022년 우라와 레즈로 이적했다. 2025년 OH 뢰번로 이적했다.

## 국가대표팀 경력
그는 2024년 AFC U-23 아시안컵에 참가할 일본 U-23 국가대표팀에 발탁되었으며, 우승에 기여했다. 2024년 하계 올림픽에도 출전, 3경기에 출전, 8강 진출.